# The Most Beautifullest Thing in This World
Albums de Keith Murray
Enigma
(1996)
Singles
1. The Most Beautifullest Thing in This World
Sortie : 10 octobre 1994
2. Get Lifted
Sortie : 27 janvier 1995

The Most Beautifullest Thing in This World est le premier album studio de Keith Murray, sorti le 9 novembre 1994.
Produit en majeure partie par l'un de ses compères du Def Squad, Erick Sermon, cet album a été salué par la critique et a rencontré un très bon succès auprès du public notamment grâce aux sonorités funk et aux paroles originales de Keith Murray. Il s'est classé 5e au Top R&B/Hip-Hop Albums et 34e au Billboard 200.

## Liste des titres
| No  | Titre                                                                                                  | Contient un (des) sample(s) de | Durée |
| --- | --- | --- | ----- |
| 1.  | Live from New York (Produit par Erick Sermon)                                                          | | 1:20  |
| 2.  | Sychosymatic (Produit par Erick Sermon)                                                                | We Are the World de USA for Africa Teddy's Jam de Guy | 2:57  |
| 3.  | Dip Dip Di (Produit par Erick Sermon et Rod « K.P. » Kirkpatrick)                                      | | 3:14  |
| 4.  | The Most Beautifullest Thing in This World (Produit par Erick Sermon)                                  | Between the Sheets des Isley Brothers You're Getting a Little Too Smart des Detroit Emeralds Hostile d'Erick Sermon featuring Keith Murray Slow Down de Brand Nubian | 3:47  |
| 5.  | Herb is Pumpin' (Produit par Erick Sermon)                                                             | 24-Carat Black Theme des 24-Carat Black Lost at Birth de Public Enemy                                                                                                | 2:28  |
| 6.  | Sychoward (Produit par Erick Sermon)                                                                   | | 0:37  |
| 7.  | Straight Loonie (featuring Jamal – Produit par Erick Sermon, Busta Rhymes et Rod « K.P. » Kirkpatrick) | | 3:20  |
| 8.  | Danger (Produit par Erick Sermon)                                                                      | Dance Floor de Zapp | 3:35  |
| 9.  | Get Lifted (Produit par Erick Sermon)                                                                  | I Get Lifted de George McCrae The Champ des Mohawks Heartbeat de Taana Gardner Bustin' Out (On Funk) de Rick James The Boomin' System de LL Cool J                   | 4:02  |
| 10. | How's That (featuring Erick Sermon et Redman – Produit par Erick Sermon)                               | | 3:05  |
| 11. | The Chase (Produit par Erick Sermon)                                                                   | | 0:45  |
| 12. | Take It to the Streetz (Produit par Erick Sermon)                                                      | | 3:56  |
| 13. | Bom Bom Zee (featuring Hurricane G et Paul Hightower – Produit par Erick Sermon)                       | | 2:16  |
| 14. | Countdown (Produit par Erick Sermon)                                                                   | | 0:23  |
| 15. | Escapism (Produit par Redman)                                                                          | Player's Balling (Players Doin' Their Own Thing) des Ohio Players | 4:02  |
| 16. | The Most Beautifullest Thing in This World (Green-Eyed Remix) (Produit par Erick Sermon)               | | 3:48  |